# Det internationale kommunistiske seminar
Det internationale kommunistiske seminar er en samarbejdsorganisation og årlig sammenkomst for socialistiske og kommunistiske partier fra hele verden. Initiativtagerne var det kommunistiske belgiske arbejderparti, som har arrangeret seminaret, siden det blev grundlagt i 1999. Seminaret er anti-revisionistisk og er i dag et af de mest omfattende samarbejdsorganer for de kommunistiske partier imellem efter østblokkens kollaps. Seminaret fokuserer på kampen mod imperialisme, forsvaret af marxismen-leninismen, mod reformister og revisionister. Fra Danmark har blandt andet Danmarks Kommunistiske Parti og Kommunistisk Parti deltaget.